# Catedral basílica de San Francisco de Asís (Santa Fe)
La Catedral Basílica de San Francisco de Asís (en inglés: Cathedral Basilica of St. Francis of Assisi) comúnmente conocida como la Catedral de San Francisco, es una catedral católica en el centro de Santa Fe, Nuevo México. Es la iglesia madre de la arquidiócesis de Santa Fe.
La catedral fue construida por el arzobispo Jean Baptiste Lamy entre 1869 y 1886 en el sitio donde estaba una iglesia de adobe más antigua, La Parroquia ( construida en 1714-1717) . Otra iglesia más antigua en el mismo sitio , construida en 1626 , fue destruida en el 1680 en la llamada "Rebelión Pueblo" . La nueva catedral fue construida alrededor de La Parroquia , que fue desmantelada una vez que la nueva construcción estuvo completa. Una pequeña capilla en el lado norte de la catedral se mantuvo desde la antigua iglesia .
Influenciada por el Arzobispo Lamy nacido en Francia y en dramático contraste con las estructuras de adobe que la rodean, la Catedral de San Francisco fue diseñado en el estilo neorrománico.
En su interior se custodia una imagen de la Virgen conocida como La Conquistadora, patrona de Santa Fe.